# Élections régionales de 2003 en Hesse
Les élections régionales de 2003 en Hesse (en allemand : Landtagswahl in Hessen 2003) se tiennent le 2 février 2003, afin d'élire les 110 députés de la 16e législature du Landtag, pour un mandat de cinq ans.
Le scrutin est marqué par une victoire de la CDU, qui remporte la seule et unique majorité absolue de son histoire régionale, et la première pour un parti en Hesse depuis 1966. Le ministre-président Roland Koch est reconduit pour un deuxième mandat.

## Contexte
Aux élections régionales du 7 février 1999, la CDU de Roland Koch déjoue tous les sondages et arrive en tête avec 43,4 % des suffrages exprimés, soit 50 députés sur 110.
Le SPD du ministre-président Hans Eichel, au pouvoir depuis 1991, reste donc la deuxième force politique du Land avec 39,4 % des voix et 46 parlementaires. Les Grünen, partenaires du SPD, reculent en conservant la troisième place, réunissant 7,2 % des suffrages et huit sièges. Ils sont suivis du FDP de Ruth Wagner, qui manque de peu de se faire bouter hors du Landtag puisqu'il rassemble seulement 5,1 % des exprimés, ce qui lui donne six élus.
Koch peut donc accéder au pouvoir en formant une « coalition noire-jaune » bénéficiant de l'exacte majorité absolue, dans laquelle Wagner est vice-ministre-présidente, ministre de la Science et de la Culture.
Le 7 avril 1999, quelques heures après avoir quitté le pouvoir, Eichel est appelé au gouvernement fédéral et prend le poste vacant de ministre fédéral des Finances. Il conserve un temps la présidence régionale du Parti social-démocrate, tandis qu'Armin Clauss reste président du groupe parlementaire. Toutefois en 2001, ils cèdent tous les deux leurs responsabilités à l'ancien ministre de l'Intérieur Gerhard Bökel.
Lors d'un référendum convoqué le 22 septembre 2002, les électeurs approuvent l'allongement d'un an de la législature, qui passe donc à cinq ans à partir des élections de 2003.

## Mode de scrutin
Le Landtag est constitué de 110 députés (en allemand : Mitglied des Landtags, MdL), élus pour une législature de quatre ans au suffrage universel direct et suivant le scrutin proportionnel de Hare.
Chaque électeur dispose de deux voix : la première (en allemand : Wahlkreisstimme) lui permet de voter pour un candidat de sa circonscription selon les modalités du scrutin uninominal majoritaire à un tour, le Land comptant un total de 55 circonscriptions ; la seconde voix (en allemand : Landesstimme) lui permet de voter en faveur d'une liste de candidats présentée par un parti au niveau du Land.
Lors du dépouillement, l'intégralité des 110 sièges est répartie à la proportionnelle sur la base des secondes voix uniquement, à condition qu'un parti ait remporté 5 % des voix au niveau du Land. Si un parti a remporté des mandats au scrutin uninominal, ses sièges sont d'abord pourvus par ceux-ci.
Dans le cas où un parti obtient plus de mandats au scrutin uninominal que la proportionnelle ne lui en attribue, la taille du Landtag est augmentée jusqu'à rétablir la proportionnalité.

## Campagne

### Principaux partis
| Parti | Parti                                                                              | Chef de file                           | Résultat en 1999           |
| ----- | ---------------------------------------------------------------------------------- | -------------------------------------- | -------------------------- |
|       | Union chrétienne-démocrate d'Allemagne Christlich Demokratische Union Deutschlands | Roland Koch (Ministre-président)       | 43,4 % des voix 50 députés |
|       | Parti social-démocrate d'Allemagne Sozialdemokratische Partei Deutschlands         | Gerhard Bökel                          | 39,4 % des voix 46 députés |
|       | Alliance 90 / Les Verts Bündnis90/Die Grünen                                       | Tarek Al-Wazir et Evelin Schönhut-Keil | 7,2 % des voix 8 députés   |
|       | Parti libéral-démocrate Freie Demokratische Partei                                 | Ruth Wagner (Ministre de la Science)   | 5,1 % des voix 6 députés   |

### Sondages
| Institut                | Date       | CDU    | SPD    | Verts | FDP   |
| ----------------------- | ---------- | ------ | ------ | ----- | ----- |
| Institut                | Date       |        |        |       |       |
| Forsa                   | 31/01/2003 | 49 %   | 29 %   | 11 %  | 8 %   |
| Forsa                   | 27/01/2003 | 51 %   | 29 %   | 10 %  | 7 %   |
| Forsa                   | 22/01/2003 | 50 %   | 31 %   | 10 %  | 5 %   |
| Infratest dimap         | 19/01/2003 | 48 %   | 31 %   | 11 %  | 7 %   |
| Forschungsgruppe Wahlen | 17/01/2003 | 48 %   | 32 %   | 10 %  | 7 %   |
| Forsa                   | 15/01/2003 | 48 %   | 33 %   | 10 %  | 5 %   |
| Infratest dimap         | 09/01/2003 | 47 %   | 33 %   | 10 %  | 5 %   |
| Forsa                   | 07/01/2003 | 47 %   | 32 %   | 12 %  | 5 %   |
| Infratest dimap         | 06/12/2002 | 49 %   | 32 %   | 11 %  | 5 %   |
| Dernières élections     | 07/02/1999 | 43,4 % | 39,4 % | 7,2 % | 5,1 % |

## Résultats

### Voix et sièges
|                                   | Union chrétienne-démocrate d'Allemagne (CDU)       | Union chrétienne-démocrate d'Allemagne (CDU)       | 1 411 800 | 51,99 | 53        | 19            | 1 333 863 | 48,77 | 3  | 56  | 6             |  |  |  |
|                                   | Parti social-démocrate d'Allemagne (SPD)           | Parti social-démocrate d'Allemagne (SPD)           | 898 813   | 33,10 | 2         | 19            | 795 576   | 29,09 | 31 | 33  | 13            |  |  |  |
|                                   | Alliance 90 / Les Verts (Grünen)                   | Alliance 90 / Les Verts (Grünen)                   | 230 261   | 8,48  | 0         | en stagnation | 276 276   | 10,10 | 12 | 12  | 4             |  |  |  |
|                                   | Parti libéral-démocrate (FDP)                      | Parti libéral-démocrate (FDP)                      | 148 632   | 5,47  | 0         | en stagnation | 216 110   | 7,90  | 9  | 9   | 3             |  |  |  |
|                                   | Les Républicains (REP)                             | Les Républicains (REP)                             | 7 025     | 0,26  | 0         | en stagnation | 34 563    | 1,26  | 0  | 0   | en stagnation |  |  |  |
|                                   | Parti de protection des animaux (Tierschutzpartei) | Parti de protection des animaux (Tierschutzpartei) | 4 815     | 0,18  | 0         | en stagnation | 20 600    | 0,75  | 0  | 0   | en stagnation |  |  |  |
|                                   | Autres                                             | Autres                                             | 14 343    | 0,53  | 0         | en stagnation | 58 004    | 2,12  | 0  | 0   | en stagnation |  |  |  |
|                                   |                                                    |                                                    |           |       |           |               |           |       |    |     |               |  |  |  |
| Votes valides                     | Votes valides                                      | Votes valides                                      | 2 715 689 | 97,04 |           |               | 2 734 992 | 97,73 |    |     |               |  |  |  |
| Votes blancs et nuls              | Votes blancs et nuls                               | Votes blancs et nuls                               | 82 845    | 2,96  | 63 542    | 2,27          |           |       |    |     |               |  |  |  |
| Total                             | Total                                              | Total                                              | 2 798 534 | 100   | 55        | en stagnation | 2 798 534 | 100   | 55 | 110 | en stagnation |  |  |  |
| Abstentions                       | Abstentions                                        | Abstentions                                        | 1 532 258 | 32,55 |           |               | 1 532 258 | 32,55 |    |     |               |  |  |  |
| Nombre d'inscrits / participation | Nombre d'inscrits / participation                  | Nombre d'inscrits / participation                  | 4 330 792 | 64,62 | 4 330 792 | 64,62         |           |       |    |     |               |  |  |  |